# ے
Le yāʾ bari est une lettre de l'alphabet arabe utilisée dans l’écriture de l’ourdou et du punjabi pour les voyelles /ɛː/ et /eː/ en position finale ou isolée. La lettre yāʾ farsi ‹ ی › est utilisée dans les autres positions mais dénote aussi la voyelle /iː/ ou la consonne /j/.